# إي وون جونغ
إي وون جونغ ( (هانغل: 이원종) من مواليد 1 يناير, 1966) هو ممثل كوري جنوبي. مثل في الدراما التاريخية الناجحة إمبراطور البحر في عام 2004

## وصلات خارجية
- إي وون جونغ على موقع IMDb (الإنجليزية)
- إي وون جونغ على موقع ألو سيني (الفرنسية)
- إي وون جونغ على موقع أول موفي (الإنجليزية)
- إي وون جونغ على موقع قاعدة بيانات الفيلم (الإنجليزية)
- إي وون جونغ على موقع كينوبويسك (الروسية)

- إي وون جونغ في هانسينماHanCinema
- إي وون جونغ في هانسينماKorean Movie Database